# Islas Ksamil
Las Islas Ksamil (en albanés: Ishuj të Ksamilit o Ishuj të Tetranisit) son cuatro pequeñas islas situadas en el Mar Adriático, al sur de Albania, al este de Europa. Las islas son remotas y solo se puede acceder a ellas en barco. El pueblo de Ksamil, del que reciben su nombre las islas, se encuentra al este del archipiélago. La isla contiene varios restaurantes que son accesibles por barco.
El área combinadas de las cuatro islas Ksamil es de solamente 7,1 ha. (equivalentes a 0,089 km²)